# Shānūreh
Shānūreh (persiska: شانوره, شانَوَرِه, شاهنَوَزِه, شَه نُّرِه) är en ort i Iran.   Den ligger i provinsen Kurdistan, i den nordvästra delen av landet, 300 km väster om huvudstaden Teheran. Shānūreh ligger 1 929 meter över havet och antalet invånare är 772.
Terrängen runt Shānūreh är kuperad åt sydväst, men åt nordost är den platt. Terrängen runt Shānūreh sluttar norrut.Runt Shānūreh är det ganska tätbefolkat, med 58 invånare per kvadratkilometer. Närmaste större samhälle är Qorveh, 9,2 km öster om Shānūreh. Trakten runt Shānūreh består i huvudsak av gräsmarker.